# Iepe Rubingh

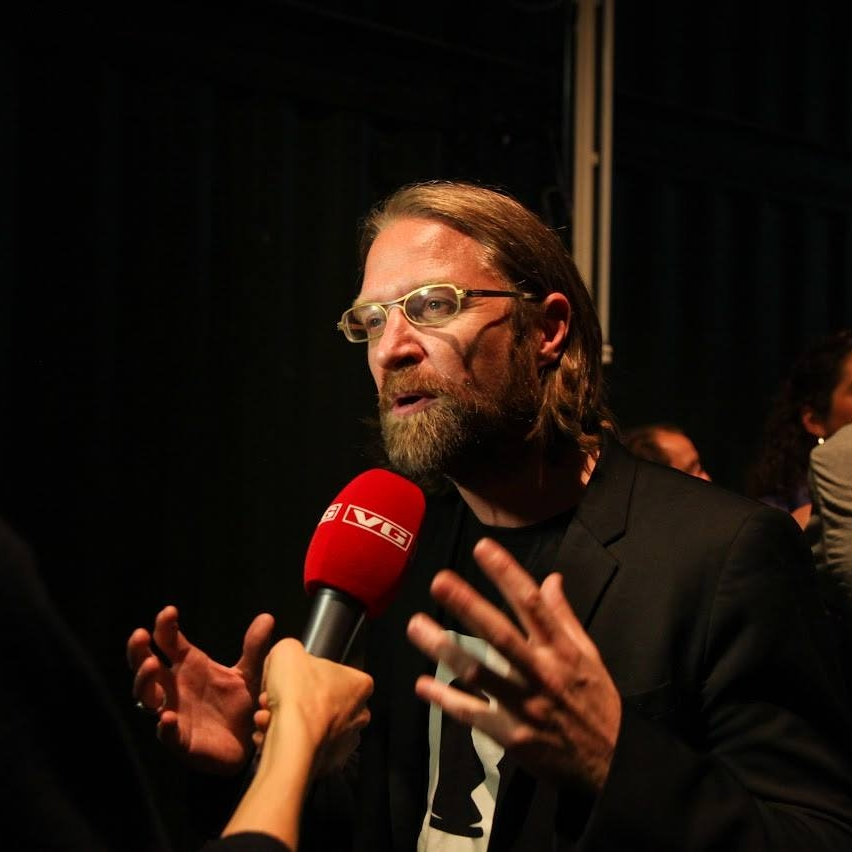
Iepe Rubingh im Interview mit Verdens Gang

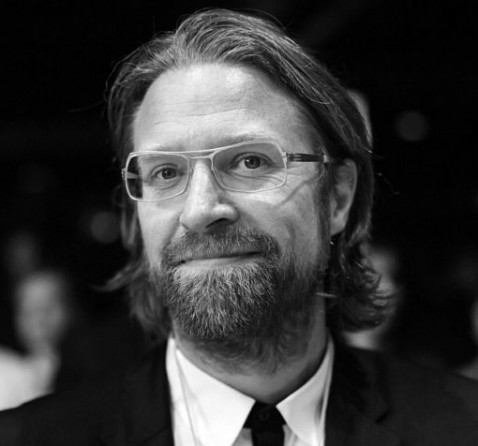

Iepe B. T. Rubingh (* 17. August 1974 in Rotterdam; † 8. Mai 2020 in Berlin) war ein niederländischer Aktionskünstler und Erfinder der Kampfsportart Schachboxen.

## Leben
Iepe Rubingh wurde am 17. August 1974 in Rotterdam geboren. Er interessierte sich neben Kunst auch für Schach und Boxen. Im Jahre 2003 kombinierte er seine Hobbys zum Schachboxen und trat bei dem ersten Weltmeisterschaftskampf 2003 selbst an. Inspiriert wurde er durch den Comic Froid Équateur von Enki Bilal. Rubingh war außerdem als Künstler tätig. 2005 kam er in Japan in Kontakt mit dem neuen Vortragsformat Pecha Kucha von Klein-Dytham Architects. In den folgenden Jahren organisierte er als Erster außerhalb von Japan gemeinsam mit seinen Partnern Luka Hinse und Joachim Stein Pecha-Kucha-Abende in Berlin. Das Format hat sich inzwischen weltweit verbreitet und wird in 1142 Städten durchgeführt. 
Rubingh wurde am 8. Mai 2020 tot in seiner Wohnung aufgefunden. Die Netflix-Serie Das Damengambit ist ihm im Abspann gewidmet.

## Aktionskunst
Als „The Joker“ hat Rubingh vor Jahren große Verkehrskreuzungen in Berlin und Tokio mit einem Wirrwarr aus Baustellenband „abgesperrt“ und Passanten und Behörden genarrt. Im Jahre 2011 ließ er 500 Liter umweltfreundliche Farbe auf Wasserbasis von 2000 Autos auf dem Rosenthaler Platz in Berlin verteilen. Für seine Aktion in Tokio wurde Rubingh für zehn Tage inhaftiert. „The Joker“ war auch sein Kampfname beim Schachboxen. Weitere Kunstprojekte waren The Miracle Tree Series in Singapur und Berlin sowie Oil Drilling im Mauerpark.